# Judo aux Jeux méditerranéens de 2022
Navigation
Édition 2018
Les compétitions de judo des Jeux méditerranéens de 2022 ont lieu du 29 juin au 1er juillet 2022 à Oran.

## Médaillés

### Hommes
| Catégorie       | Or                            | Argent                         | Bronze                                           |
| --------------- | ----------------------------- | ------------------------------ | ------------------------------------------------ |
| Moins de 60 kg  | Francisco Garrigos (ESP)      | Fraj Dhouibi (TUN)             | Youssry Samy (EGY) Issam Bassou (MAR)            |
| Moins de 66 kg  | Mohamed Abdelmawgoud (EGY)    | Matteo Piras (ITA)             | Maxime Gobert (FRA) Strahinja Bunčić (en) (SRB)  |
| Moins de 73 kg  | Messaoud Dris (ALG)           | Hassan Doukkali (MAR)          | Akil Gjakova (KOS) Aleddine Ben Chalbi (TUN)     |
| Moins de 81 kg  | Vedat Albayrak (TUR)          | Kenny Komi Vedel (ITA)         | Alfonso Urquiza (ESP) Tizie Gnamien (FRA)        |
| Moins de 90 kg  | Mihael Zgank (TUR)            | Theódoros Tselídis (GRE)       | Toni Miletic (BIH) Tristani Mosakhlishvili (ESP) |
| Moins de 100 kg | Nikoloz Sherazadishvili (ESP) | Mustapha Yasser Bouamar (ALG)  | Joris Agbegnenou (FRA) Aleksandar Kukolj (SRB)   |
| Plus de 100 kg  | Vito Dragic (SVN)             | Mohamed Sofiane Belrekaa (ALG) | Waheb Hdiouech (TUN) Lorenzo Agro Sylvain (ITA)  |

### Femmes
| Catégorie      | Or                     | Argent                     | Bronze                                          |
| -------------- | ---------------------- | -------------------------- | ----------------------------------------------- |
| Moins de 48 kg | Mélanie Vieu (FRA)     | Milica Nikolic (SRB)       | Maruša Štangar (SVN) Oumaima Bedioui (TUN)      |
| Moins de 52 kg | Distria Krasniqi (KOS) | Ana Viktorija Puljiz (CRO) | Chloé Devictor (FRA) Ana Isabel Perez (ESP)     |
| Moins de 57 kg | Marica Perišić (SRB)   | Giulia Caggiano (ITA)      | Andela Samardzic (BIH) Flaka Loxha (KOS)        |
| Moins de 63 kg | Laura Fazliu (KOS)     | Cristina Cabana (ESP)      | Amina Belkadi (ALG) Iva Oberan (CRO)            |
| Moins de 70 kg | Ai Tsunoda (ESP)       | Nihel Landolsi (TUN)       | Elisavet Teltsidou (GRE) Martina Esposito (ITA) |
| Moins de 78 kg | Loriana Kuka (KOS)     | Chloé Buttigieg (FRA)      | Petrunjela Pavic (CRO) Nurcan Yilmaz (TUR)      |
| Plus de 78 kg  | Kayra Sayit (TUR)      | Nihel Cheikh Rouhou (TUN)  | Larisa Cerić (BIH) Coralie Haymé (FRA)          |

## Tableau des médailles
*  Pays organisateur
| Rang  | Nation             | Or | Argent | Bronze | Total |
| ----- | ------------------ | -- | ------ | ------ | ----- |
| 1     | Espagne            | 3  | 1      | 3      | 7     |
| 2     | Kosovo             | 3  | 0      | 2      | 5     |
| 3     | Turquie            | 3  | 0      | 1      | 4     |
| 4     | Algérie            | 1  | 2      | 1      | 4     |
| 5     | France             | 1  | 1      | 5      | 7     |
| 6     | Serbie             | 1  | 1      | 2      | 4     |
| 7     | Égypte             | 1  | 0      | 1      | 2     |
| 7     | Slovénie           | 1  | 0      | 1      | 2     |
| 9     | Tunisie            | 0  | 3      | 3      | 6     |
| 10    | Italie             | 0  | 3      | 2      | 5     |
| 11    | Croatie            | 0  | 1      | 2      | 3     |
| 12    | Grèce              | 0  | 1      | 1      | 2     |
| 12    | Maroc              | 0  | 1      | 1      | 2     |
| 14    | Bosnie-Herzégovine | 0  | 0      | 3      | 3     |
| Total | Total              | 14 | 14     | 28     | 56    |